# Grudzień 2019

## 31 grudnia
- Na teren amerykańskiej ambasady w Bagdadzie wdarli się demonstranci protestujący przeciwko amerykańskim nalotom na szyicką milicję Kataib Hezbollah, dwa dni po takich nalotach na terenie Iraku i Syrii. Ewakuowano ambasadora USA[1].

## 29 grudnia
- Amerykańskie lotnictwo dokonało nalotów na trzy bazy w Iraku i dwie w Syrii kontrolowane przez szyicką milicję Kataib Hezbollah będącą częścią proirańskich Sił Mobilizacji Ludowej. W nalotach wykonanych przy pomocy m.in. F-15E Strike Eagle zginęło co najmniej 25 bojowników. Iran oskarżył USA o terroryzm[2][3][4].

## 27 grudnia
- Katastrofa lotu Bek Air 2100: samolot Fokker 100 linii Bek Air rozbił się wkrótce po starcie z lotniska w Ałmaty. Zginęło 12 osób[5].

## 21 grudnia
- W finale klubowych mistrzostw świata w piłce nożnej Liverpool FC pokonał 1–0 CR Flamengo (po dogrywce)[6].

## 19 grudnia
- Hassan Dijab został desygnowany na premiera Libanu po zaakceptowaniu przez prezydenta Michela Aouna w dniu poprzednim rezygnacji premiera Sada al-Haririego z 29 października[7][8].

## 18 grudnia
- Impeachment Donalda Trumpa:  Izba Reprezentantów Stanów Zjednoczonych postawiła 45. prezydenta USA Donalda Trumpa w stan oskarżenia w ramach procedury impeachmentu. Pierwszy artykuł impeachmentu, przegłosowany większością 230 głosów, traktował o wykorzystaniu sprawowanego przez Trumpa urzędu do osiągania prywatnych celów. Drugi, przegłosowany większością 229 głosów, mówił o utrudnianiu prowadzonego przez Kongres śledztwa poprzez zakazywanie urzędnikom Białego Domu stawiennictwa na zorganizowanych przez komisje kongresowe przesłuchaniach[9].
- Podpisano umowę o fuzji dwóch koncernów motoryzacyjnych: Fiat Chrysler Automobiles i Peugeot Société Anonyme. Strony powinny mieć po 50% udziałów. Po połączeniu prezesem miał zostać John Elkann z FCA, zaś dyrektorem generalnym i członkiem zarządu Carlos Tavares z PSA. Nowy koncern po fuzji byłby czwartym producentem samochodów na świecie pod względem ich liczby, i trzecim pod względem obrotów, a jego wartość wyceniano na 50 mld dolarów amerykańskich. Umowa musiała być zaakceptowana przez akcjonariuszy[10][11].
- W Australii odnotowano najwyższą średnią temperaturę w historii kraju, wyniosła ona 40.9 stopnia Celsiusza. W pożarach lasów w Australii zmarło do tej pory 6 osób[12].

## 17 grudnia
- Po raz pierwszy zebrała się nowo wybrana Izba Gmin 58. kadencji. Przez aklamację Spikerem Izby Gmin ponownie został Lindsay Hoyle z Partii Pracy, który pod koniec poprzedniej kadencji zastąpił Johna Bercowa. Następnie po oświadczeniach przywódców frakcji indywidualne ślubowania złożyli deputowani[13].

## 15 grudnia
- Reprezentacja Holandii triumfowała w mistrzostwach świata w piłce ręcznej kobiet[14].

## 12 grudnia
- Wybory parlamentarne w Wielkiej Brytanii, w których zwyciężyła Partia Konserwatywna uzyskując 43,6% poparcia (365 mandatów), przed Partią Pracy 32,1% poparcia (202 mandaty) i Szkocką Partią Narodową[15][16].

## 11 grudnia
- Greta Thunberg została Człowiekiem Roku tygodnika „Time” za rok 2019[17][18].

## 10 grudnia
- Sanna Marin wraz z jej gabinetem została zaprzysiężona jako premier Finlandii[19][20][21].

## 8 grudnia
- 43 osoby zginęły, a 16 zostało rannych w pożarze fabryki torebek w Delhi w Indiach[22].

## 6 grudnia
- W wyniku eksplozji gazu w wielopiętrowym bloku mieszkalnym w Preszowie na Słowacji zginęło 7 osób[23].

## 5 grudnia
- Polski Sąd Najwyższy – Izba Pracy i Ubezpieczeń Społecznych, w nawiązaniu do orzeczenia Trybunału Sprawiedliwości Unii Europejskiej w sprawie C 619/18 Komisja Europejska v. Polska, w uzasadnieniu wyroku III PO 7/18 uznał, że „obecna KRS nie jest organem bezstronnym i niezawisłym od organów władzy ustawodawczej i wykonawczej”, zaś powołana przez nią nowa Izba Dyscyplinarna „nie jest sądem w rozumieniu prawa UE i krajowego”[24][25][26][27].

## 4 grudnia
- 8 osób zginęło w zawalonym domu podczas wybuchu gazu w Szczyrku[28].

## 3 grudnia
- Do dymisji wraz z gabinetem podał się premier Finlandii Antti Rinne. Rinne miał pozostać na czele rządu tymczasowego do czasu sformowania nowego gabinetu[29][30].

## 2 grudnia
- Liczba ofiar zmarłych w wyniku epidemii odry w Samoa wzrosła do 53 osób, a Ministerstwo Zdrowia tego kraju potwierdziło 198 nowych przypadków zachorowań w ciągu ostatnich 24 godzin, co daje sumę ponad 3700 zainfekowanych osób[31].

## 1 grudnia
- Rada Reprezentantów Iraku przyjęła dymisję premiera Adila Abd al-Mahdiego, złożoną w wyniku dwumiesięcznych protestów, w trakcie których zginęło ponad 400 osób[32].
- W wyniku epidemii odry w Samoa zmarło już 48 osób, w ciągu ostatnich 24 godzin Ministerstwo Zdrowia tego kraju potwierdziło 173 nowe przypadki, co daje sumę 3530 zachorowań od rozpoczęcia epidemii. Wśród osób przyjętych do szpitala z tą chorobą było 21 krytycznie chorych dzieci i dwie kobiety w ciąży[33].